# Oster (město)
Oster (ukrajinsky Остер, rusky Остёр – Osťor) je město v Černihivské oblasti na Ukrajině. Žije zde přibližně 5 700 obyvatel. K roku 2017 v něm žilo přes šest tisíc obyvatel.

## Poloha
Leží na východním břehu Desny (povodí Dněpru) na řece Osteru, která se zde do Desny zleva vlévá.
Po administrativně-teritoriální reformě v červenci 2020 patří do Černihivského rajónu, do té doby byl součástí Kozeleckého rajónu, od jehož centra je vzdálen přibližně osmnáct kilometrů na západ. Od Černihivu, správního střediska rajónu a celé oblasti, je Oster vzdálen přibližně pětaosmdesát kilometrů jižně a od Kyjeva, hlavního města celé Ukrajiny, přibližně pětasedmdesát kilometrů severně.

## Dějiny

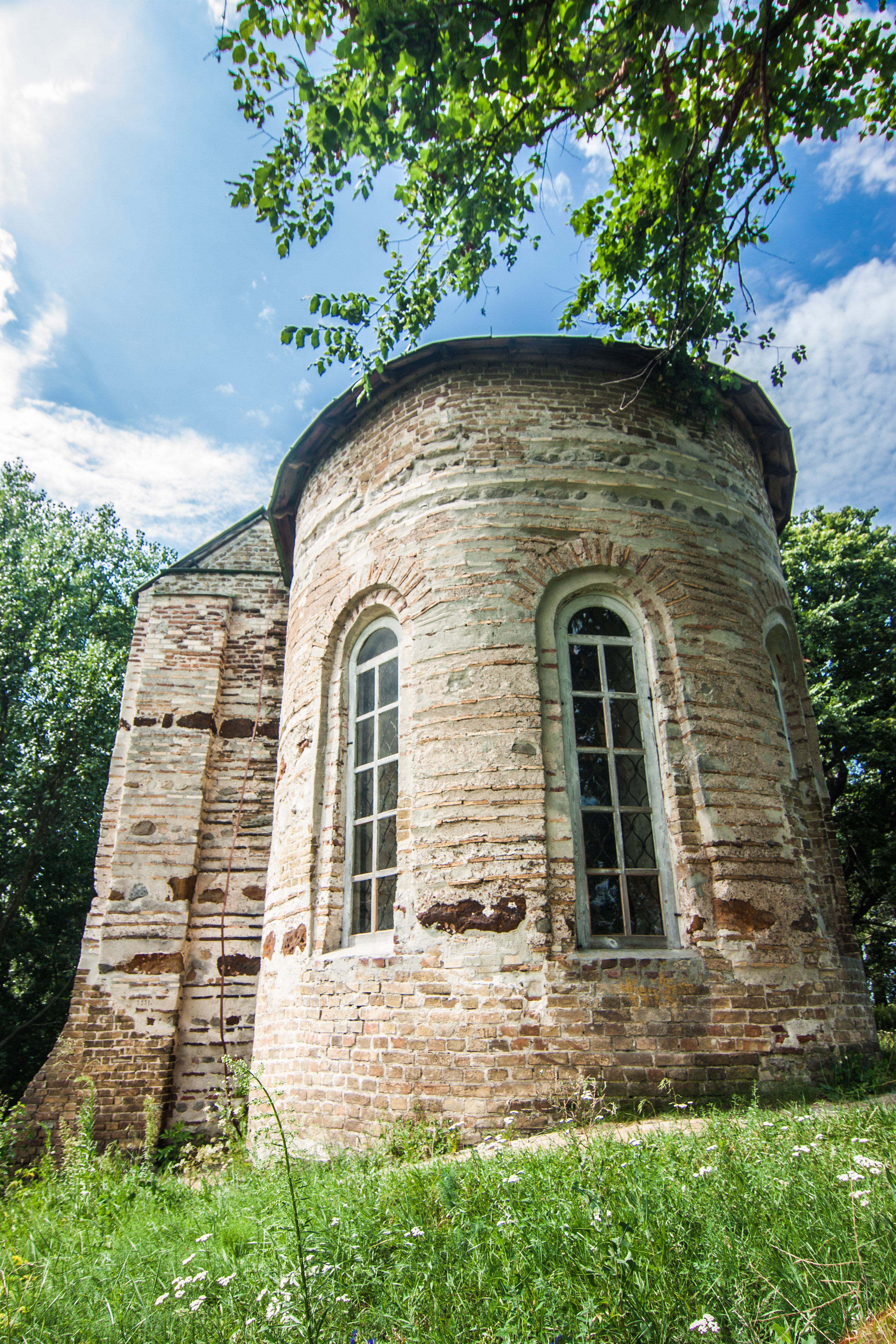
Jurjeva božnica

Oster dal založit v roce 1098 Vladimír II. Monomach jako pevnost k obraně Kyjevské Rusi. V roce 1152 byla zničena a následně v roce 1195 znovu postavena. Znovu ji zničily Mongolové v roce 1240 během mongolského vpádu na Rus. Sídlo zde bylo znovu založeno začátkem 14. století. Od roku 1356 je drželo litevské velkoknížectví. V roce 1662 polský král Jan II. Kazimír povýšil Oster na město a udělil mu magdeburské právo a erb. Po tvrdých bitvách ukrajinské války za nezávislost byla v Osteru znovu nastolena polská nadvláda, ale v únoru 1664 byli Poláci s podporou místního obyvatelstva kozáky a Rusy zahnáni zpět. V roce 1803 se město stalo Perejaslavským újezdem centrem Černigovské gubernie. Do 18. července 2020 patřil Oster pod Kozelecký rajón, nyní sloučen s Černihivským rajónem.

## Památky
- Ruina (apsida) kostela sv. archanděla Michaela  - závěr kamenného jednolodního románského kostela, založeného podle letopisů roku 1098, zbytky románských nástěnných maleb s postavou stojícího svatého Jiří vznikly do roku 1125 a daly chrámu lidový název Jurjeva božnica
- Chrám Kristova vzkříšení (Voskresenskij sobor) - klasicistní budova z 19. století
- Radnice, sídlo městské rady (foto v infoboxu)

### Rodáci
- Jakiv Ostrjanin (ukrajinsky Яків Острянин) († 1641) - kozácký ataman, velitel Čuhujivské pevnosti
- Mychajlo Vasylovyč Ptucha (1884–1961), statistik a ekonom